# Карапесуш
Карапесуш (порт. Carapeços)  —  район (фрегезия) в Португалии,  входит в округ Брага. Является составной частью муниципалитета  Барселуш. Находится в составе крупной городской агломерации Большое Минью. По старому административному делению входил в провинцию Минью. Входит в экономико-статистический  субрегион Каваду, который входит в Северный регион. Население составляет 2186 человек на 2001 год. Занимает площадь 5,00 км².
Покровителем района считается Иаков Зеведеев (порт. São Tiago). 